# Tiziano Arlotti
Tiziano Arlotti (Rimini, 14 décembre 1959) est un homme politique italien.

## Biographie
En 2013, il est élu député de la circonscription Émilie-Romagne pour le Parti démocrate.